# Келено
Келено (грч. Κελαινώ) је у грчкој митологији била нимфа.

## Митологија
Била је Плејада (звездана нимфа) на острву Еубеји или планини Китерону у Беотији, која је највероватније идентификована са нимфом Клонијом. Волео ју је Посејдон и са њим је, према Хигину, имала синове Лика, Никтеја и Еуфема. Једна је од могућих Деукалионових мајки. Такође, причало се да је са Аполоном имала сина Делфа, а са Посејдоном и сина Еурипила.

## Друге личности
- Келено је била и једна од харпија, чије име значи „тама“.[2]
- Према Хигину, била је Ергејева кћерка.[3]
- Паусанија је наводио као Хијамову кћерку.[3] Она је била једна од Посејдонових љубавница.[2]
- Аполодор је наводио као једну од данаида.[3]
- Диодор је наводио као једну од Амазонки.[3] Њена краљица је била Хиполита, а Келено се против Херакла борила копљем, које је било њено омиљено оружје, а раме уз раме са Еурихом и Фебом. У тој борби су све изгубиле живот.[4]